# 5158 Ogarev
5158 Ogarev eller 1976 YY är en asteroid i huvudbältet som upptäcktes den 16 december 1976 av den ryska astronomen Ljudmila Tjernych vid Krims astrofysiska observatorium på Krim. Den är uppkallad efter den ryske skalden Nikolaj Ogarjov.
Asteroiden har en diameter på ungefär 8 kilometer och den tillhör asteroidgruppen Nysa.